# Milena Kolářová
Milena Kolářová (* 26. června 1960) je bývalá česká politička, v letech 1990 až 1998 postupně poslankyně České národní rady a Poslanecké sněmovny PČR za ODS, později za Unii svobody.

## Biografie
Profesně působí jako rehabilitační lékařka, původně gynekoložka, publikovala knihy v oboru rehabilitace.
Ve volbách v roce 1992 byla zvolena do České národní rady za ODS (volební obvod Praha). Zasedala v ústavněprávním výboru. V listopadu 1992 se provdala za poslaneckého kolegu Petra Koháčka. Později se jim narodila dcera Zuzana. Oba pak spolupracovali i politicky. V roce 1993 předložili společný návrh zákona o distribuci tisku. V červenci 1993 ale tento návrh odmítla vláda, zejména kvůli výhradám k možnému regionálnímu monopolu distributorů.
Od vzniku samostatné České republiky v lednu 1993 byla ČNR transformována na Poslaneckou sněmovnu Parlamentu České republiky. Mandát obhájila ve volbách v roce 1996. V lednu 1998 přešla do poslaneckého klubu Unie svobody. V letech 1996-1998 byla místopředsedkyní výboru pro sociální politiku a zdravotnictví. Již na jaře 1998 ale podepsala analýzu Jednadvacet záznamů o pravicové havárii, kterou zpracoval Milan Uhde, v níž se kriticky vyjadřuje i o nově vzniklé Unii svobody. Ve volbách v roce 1998 kandidovala za Unii svobody do sněmovny, ale nebyla zvolena.